# Babau
Babau is een bestuurslaag in het regentschap Kupang van de provincie Oost-Nusa Tenggara, Indonesië. Babau telt 3486 inwoners (volkstelling 2010).